# Naso maculatus
Naso maculatus là một loài cá biển thuộc chi Naso trong họ Cá đuôi gai. Loài cá này được mô tả lần đầu tiên vào năm 1981.

## Từ nguyên
Từ định danh của loài cá này, maculatus, trong tiếng Latinh có nghĩa là "lốm đốm", ám chỉ các đốm đen dày đặc trên cơ thể cá con và cá trưởng thành.

## Phạm vi phân bố và môi trường sống
N. maculatus có phạm vi phân bố thưa thớt ở Thái Bình Dương. Loài cá này được tìm thấy ở ngoài khơi tỉnh Wakayama, Nhật Bản, trải dài xuống phía nam đến đảo Đài Loan, bao gồm quần đảo Ryukyu và quần đảo Ogasawara; quần đảo Hawaii ở phạm vi phía bắc; đảo Lord Howe, quần đảo Chesterfield và New Caledonia ở phía nam.
N. maculatus sống gần những rạn san hô và đá ngầm ở độ sâu khoảng từ 20 đến 220 m.

## Mô tả
Chiều dài cơ thể tối đa được ghi nhận ở N. maculatus là 60 cm. Cơ thể hình bầu dục thuôn dài, có màu xanh lam xám, phần bụng nhạt màu hơn. N. maculatus có màu xanh sẫm hơn so với Naso lopezi. Thân trên và đuôi có nhiều đốm màu xám sẫm. Đầu có ít đốm hơn, và các đốm này cũng không hiện rõ như trên thân. Một đường sọc màu xám sẫm nhưng bị đứt nét dọc theo đường bên ở hai bên thân.
N. maculatus không có sừng hay bướu ở trước trán. Có 2 phiến xương nhọn chĩa ra ở mỗi bên cuống đuôi, tạo thành ngạnh sắc. Vây đuôi hơi lõm.
Số gai ở vây lưng: 6 - 7; Số tia vây ở vây lưng: 26 - 28; Số gai ở vây hậu môn: 2; Số tia vây ở vây hậu môn: 26 - 28; Số tia vây ở vây ngực: 16 - 18; Số gai ở vây bụng: 1; Số tia vây ở vây bụng: 3.

## Sinh thái
Ở Nhật, loài cá này được quan sát thấy là sống thành đàn, thỉnh thoảng chúng được nhìn thấy trong đàn của Naso hexacanthus.